# Трактир на Пятницкой
«Тракти́р на Пя́тницкой» — советский детективный художественный фильм 1978 года. Экранизация одноимённого произведения Николая Леонова.
Картина стала одним из лидеров проката 1978 года в СССР (5-е место), её посмотрели 54,1 млн зрителей.

## Сюжет
1920-е годы, эпоха НЭПа. Лучшие сотрудники Московского уголовного розыска были привлечены к операции по ликвидации банды преступников-рецидивистов во главе с Игорем Рыбиным по кличке «Серый», базирующейся в трактире на Пятницкой. Бандиты совершают разбои, грабежи и убийства. Их жертвой становится, в частности, старый большевик Александр Калугин, помогающий милиции.
Сотрудник питерского уголовного розыска, прикомандированный в МУР, Николай Панин (Виктор Перевалов) внедряется в банду, устроившись половым (представившись хозяйке её единокровным братом), теперь он «Рыжий». Но тут происходит неожиданное — из лагеря сбегает бандит, под именем которого он и внедрился…
Параллельно развивается любовная линия «Пашки-Америки» (известного базарного карманника) и приезжей из деревни Алёны, которую он выручил в трудную минуту.
Руководит бандой хозяйка трактира вместе со своим женихом Серым. Они обеспокоены, поскольку замечают утечку информации. Серый требует от Пашки-Америки помочь установить милицейского информатора. За это берётся криминальный партнёр Серого Михаил Лавров по кличке «Француз», обладающий большим интеллектом и дедуктивными способностями. Под подозрением оказываются несколько человек, в том числе половой «Рыжий», завсегдатай трактира Гремин, сам «Француз» и князь Михаил Рюмин по кличке «Цыган» — бывший соратник «Француза» по боям Первой мировой и бывший белый офицер, не успевший бежать из Крыма при эвакуации врангелевской армии («Последний пароход на Константинополь ушёл без меня» — говорит он при встрече с «Французом»).
Постепенно круг сужается: либо «Француз», либо «Цыган». Пружиной действия становится вычисление внедрённого агента. «Серый» «верит „Цыгану“ сердцем, а „Французу“ головой» и не может определиться. Выясняется, что бандитский агент есть и в стане милиционеров. Начальник угрозыска Климов подозревает своего заместителя Зайцева, дворянина по происхождению и бывшего сотрудника царской полиции. Тем не менее доказательств он не имеет. По ходу фильма выясняется, что Климов ошибается: подлинный агент — не Зайцев, а Иван Шлёнов, бывший махновец и давний сообщник хозяйки трактира, находящийся вне подозрений.
Тем временем «Француз» вычисляет агента «Рыжего», но «Пашка-Америка» предупреждает его, и Панин успевает уйти. В трактире на Пятницкой появляется милиция. «Французу» удаётся скомпрометировать «Цыгана» и уверить «Серого», что тот служит в угрозыске. «Цыгана» берут в заложники.
Банда пытается скрыться, предварительно убив хозяйку трактира и забрав общак из тайника. Тем временем у Шлёнова сдают нервы и он кончает с собой прямо в здании МУРа. Шокированный Климов извиняется перед Зайцевым.
Подвал, где скрылись бандиты, окружён милицией. «Серый» отказывается сдаться и погибает в перестрелке с Климовым. Остальные бандиты арестованы. Выясняется, что агент угрозыска — не Рюмин-«Цыган», а Лавров-«Француз» — бывший царский офицер, в отличие от Рюмина ставший большевиком и командиром РККА, затем перешедший на службу в милицию.
В финале «Пашка-Америка» с Алёной уезжают к ней на родину в деревню Синиченки Тульской губернии.

## Отличия от повести
По сравнению с книгой в фильме сильно изменён образ Михаила Рюмина — «Цыгана». Авторы фильма представили его беспринципным и безыдейным. Он стремится лишь к наживе и к эмиграции. «Уехать хотел. Далеко. Ненавижу грядущего хама», — говорит он на допросе у Зайцева.
В книге же «Цыган» выведен как яркий образ идейного и убеждённого человека. Он с детства увлечён криминальной романтикой, укрывает беглого каторжника, в котором видит Жана Вальжана. С бандой Серого «Цыган» связывается не затем, чтобы награбить денег и бежать из России, а для того, чтобы использовать криминальную структуру в политической борьбе с Советской властью.
Именно поэтому он спасает Серого от милиции при ограблении магазина: «Не был бы ты мне так нужен, оставил бы подыхать под забором, — неожиданно громко ответил Цыган». В фильме же самоотверженность «Цыгана» в этом эпизоде выглядит недостаточно мотивированной.
Политические взгляды Рюмина не вполне ясны (явно не монархист; в характере и поведении просматриваются эсеровские и отчасти анархистские черты). Но настроен он жёстко антисоветски и антибольшевистски. Возможно, таково его отношение к любому государству.

Не удалось Рюмину осуществить свою мечту: стать главарем и повернуть банду с уголовщины на политику.

В эпизоде фильма, где сотрудники угрозыска обезвреживают банду, Серый отстреливается, а «Цыган» лишь отпускает ироничные реплики. В книге происходит обратное:

Когда Пашка выполз из кучи и открыл глаза, то увидел придавленное к земле бешеное лицо Цыгана… Повязали всех спокойно, один лишь Рюмин-Цыган пытался оказать сопротивление.

Другое различие состоит в том, что по книге главарём банды была не хозяйка — любовница Серого, а хозяин — скупщик краденого, бывший агент царской охранки.
В книге глубже и детальнее выведены образы рядовых бандитов, особенно «висельника и мокрушника Свистка», фанатично преданного Серому.
Сотрудник угрозыска Михаил Лавров в повести носит кличку «Серж», а не «Француз».

## Актёры
В главных ролях:
- Геннадий Корольков — Василий Васильевич Климов, начальник подразделения МУРа
- Тамара Сёмина — Ирина Васильевна Сурмина, хозяйка трактира, главарь банды
- Константин Григорьев — Игорь Рыбин («Серый»), главарь банды
- Лев Прыгунов — Михаил Лавров («Француз»), бывший прапорщик, сотрудник питерского уголовного розыска, прикомандированный в МУР
- Николай Ерёменко — князь Михаил Николаевич Рюмин («Цыган»-«Мишель»), бывший прапорщик
- Виктор Перевалов —  Николай Панин, половой «Рыжий», сотрудник питерского уголовного розыска, прикомандированный в МУР
- Александр Галибин — Павел Иванович Антонов («Пашка-Америка»), вор-щипач

В ролях:
- Марина Дюжева — Алёнка, девушка из деревни, подруга Павла Антонова
- Лариса Ерёмина — Варвара Сергеевна, певица в трактире (вокал — Жанна Бичевская)
- Глеб Стриженов — Владимир Сергеевич Гремин, музыкант в трактире, бывший дворянин и штабс-капитан, георгиевский кавалер
- Юрий Назаров — Иван Шлёнов, сотрудник МУРа, бывший махновец, предатель
- Юрий Волков — Александр Петрович Калугин, бывший комиссар милиции (озвучивание — Олег Басилашвили)
- Игорь Васильев — Сергей Николаевич Зайцев, бывший дворянин, заместитель начальника подразделения МУРа, следователь
- Алексей Панькин — «Свисток», член банды Серого
- Юрий Потёмкин — «Хват», член банды Серого
- Анатолий Ведёнкин — Витун, сотрудник МУРа
- Владимир Дружников — Пётр Петрович Волохов, начальник МУР
- Владимир Приходько — Митрич, бандит-трактирщик
- Виктор Косых — Лёнька, член банды Серого
- Нина Агапова — покупательница колец
- Валериан Виноградов — прохожий, приценивающийся к кольцу
- Сергей Юртайкин — прохожий, приценивающийся к кольцу
- Анатолий Голик — железнодорожник
- Анатолий Игонин — милиционер
- Евгений Марков — нэпман в трактире
- Николай Маликов — милиционер
- Владимир Мышкин — половой в трактире
- А. Файзирахманов — «Шкет», беспризорник
- Анатолий Чуб — эпизод
- Игорь Бучко — посетитель трактира (нет в титрах)
- Александра Денисова — продавщица цветов (нет в титрах)
- Николай Кузнецов — посетитель трактира (нет в титрах)
- Александр Романов — половой в трактире (нет в титрах)
- Е. Рыжов — дед в трактире (нет в титрах)
- Николай Тагин — продавец шляп (нет в титрах)
- Александр Ткаченко — посетитель трактира (нет в титрах)
- Николай Шушарин — член банды Серого (нет в титрах)

## Съёмочная группа
- Сценарист: Николай Леонов
- Режиссёр: Александр Файнциммер
- Операторы-постановщики: Сергей Вронский, Всеволод Симаков
- Композитор: Андрей Эшпай

## Съёмки
- Фильм снимался в Москве на Большой Ордынке, в подворье Малоярославецкого Никольского монастыря[4]. Рыночные сцены и знакомство Павла с Алёнкой сняты у стен Ростовского кремля. Здесь же есть и кино-ляп: в начале 16-й минуты (кадры с точильщиком) на заднем плане небо и антенны на крыше дома № 5 по улице 50 лет Октября. Но буквально через 30 секунд (Павел с кошельком) «вырастают» декорации с силуэтом башен Московского Кремля.

## Факты
- Леонов дал одному из своих персонажей, обаятельному карманнику «Пашке-Америке», имя существовавшего в действительности преступника. Реальный «Пашка-Америка» (его настоящее имя Павел Андреев) действовал в Москве во второй половине 1940-х годов, промышляя вооружёнными ограблениями и убийствами. Ему посвящён один из фильмов документального цикла «Следствие вели…» с Леонидом Каневским («Пашка-Америка — „Бандитский король“»).
- В фильме звучит белоэмигрантский романс («Господа офицеры» А. Дольского).
- На основе одной из главных музыкальных тем фильма была создана песня «Что знает о любви любовь» (стихи Евгения Евтушенко, исполняла Людмила Гурченко).

## Реставрация
В 2020 году фильм отреставрирован киностудией «Мосфильм» в разрешении 4К.